# 杂交
杂交（英語：hybrid）是一个涉及有性繁殖过程，是指二倍体或多倍体染色体在减数分裂后，与另一组分裂后的同源染色体重新配对，形成新的染色体称为杂交种。一般情况含有以下含义：
- 新的染色体在一些在相同的基因片段上具有不同的等位基因；
- 新的染色体中有一条或多条单倍体上的基因片段与其他单倍体的不同；
- 新的染色体中有一条或多条单倍体的基因结构与其他单倍体的不同；
- 生命体中的染色体都符合第一条，因为纯合子是难以生存的。